# Ruisseau du Loup
Pour les articles homonymes, voir Loup (homonymie).
Le ruisseau du Loup est un ruisseau français, affluent de la rive gauche du Medier et sous-affluent de la Garonne, qui coule pour la plus grande part dans la région naturelle de l'Entre-deux-Mers située dans le département de la Gironde en région Aquitaine et en partie dans le département de Lot-et-Garonne.

## Géographie
Le ruisseau du Loup prend sa source en Gironde, sur la commune de Saint-Vivien-de-Monségur. Son cours, d'une longueur de 10,3 km, se dirige vers le sud-ouest en arrosant les communes de Castelnau-sur-Gupie (47), Saint-Michel-de-Lapujade (33), Mongauzy (33) et Saint-Martin-Petit (47). Il conflue avec le Medier (affluent de la Garonne), sur sa rive gauche, à la hauteur de Lamothe-Landerron (33). 